# Emilia-Romagna
Emilia-Romagna är en region i norra Italien. Huvudort är Bologna. Andra viktiga städer är Parma, Piacenza, Reggio nell'Emilia, Modena, Rimini, Ferrara, Forlì, Cesena och Ravenna. Regionen hade cirka 4,43 miljoner invånare (2022), på en yta av 22 445 km².
Regionen är tätbefolkad och en av Italiens rikaste. Emilia-Romagnas kök är ett av Italiens mest karaktäristiska.
Jordbruk är viktigt för ekonomin och de viktigaste grödorna är spannmål, potatis, majs, tomater och lök, såväl som frukt och vindruvor för vinproduktionen. Ett av de mest kända vinerna från Emilia-Romagna är Lambrusco. Regionens industri är omfattande, speciellt livsmedelsindustrin. Längs kusten vid Adriatiska havet finns många turistorter.

## Geografi
Emilia-Romagna kan indelas i tre olika landskapstyper. Ungefär hälften (48 procent) är slätter och 25 procent är berg, resten småkuperat (många kullar). Regionens högsta bergstopp är Monte Cimone (2 165 m ö.h.). De större floderna, Panaro, Trebbia, Taro, Reno och Secchia har alla sitt ursprung i Apenninerna och är, med undantag för Reno, bifloder till Po som är huvudflödet för avvattning av regionen.

## Historia
Emilia-Romagna är bildat av de två historiska områdena Emilia och Romagna.
Emilia är uppkallat efter Via Emilia, en stor romersk väg, som konsuln Marcus Aemilius Lepidus lät anlägga 177 f. Kr. och som gick från Placentia (Piacenza) till Ariminum (Rimini).
Romagna var under förromersk tid befolkat av umbriska, etruskiska och keltiska stammar.
I Augustus regionsindelning var Emilia-Romagna en del av regionen Aemilia som senare skulle bli Emilia.
Romagna var huvudbeståndsdelen av det bysantinska exarkatet, senare nordöstligaste delen av Kyrkostaten. Såväl Emilia som Romagna har genom århundraden varit del i olika maktkonstellationer på den apenninska halvön fram till 1860 då båda områdena införlivades som en del av Kungariket Italien.